# Одељење за заштиту народа
Одељење за заштиту народа (скраћ. ОЗН, верз. скраћ. Озна; мкд. Одделение за заштита на народот, словен. Oddelek za zaščito naroda) била је контраобавештајна служба НОВЈ у Другом светском рату у Југославији и ФНРЈ. Установљена је 13. маја 1944. наређењем Јосипа Броза, а марта 1946. године реорганизована је у Управу државне безбедности (Удба) и Контраобавештајну службу Југословенске армије (КОС).
На саветовању у Столицама, одржаном 26. септембра 1941. године, створене су прве обавештајне и контраобавештајне службе НОВЈ, и утврђен је систем организације и веза ових органа.
Септембра 1943. године, при Врховном штабу НОВЈ, формиран је Одсек за заштиту народа, а 13. маја 1944. наредбом Врховног команданта НОВЈ Јосипа Броза Тита формирано је Одељење за заштиту народа, као јединствени орган целокупне обавештајне и контраобавештајне организације. За начелника Одељења за заштиту народа тада је постављен Александар Ранковић.
Као извршни орган Одељења за заштиту народа, формиран је, 15. августа 1944. године, Корпус народне одбране Југославије (КНОЈ).
Одељење за заштиту народа састојала се из четири одсека:
- Први одсек је био задужен за рад у иностранству и на окупираној територији. Начелник првог одељења је био Максимилијан Баће.
- Други одсек је био задужен за рад на ослобођеној територији. Начелник другог одељења је био Павле Пекић.
- Трећи одсек је имао полуобавештајне задатке у НОВЈ. Командант трећег одсека је био Јефто Шашић.
- Четврти одсек са бавио статистичко-техничким пословима. Командант четвртог одсека је био Мијат Вулетић.

Након доношења Устава Федеративне Народне Републике Југославије, 31. јануара 1946. године, реорганизоване су безбедносно-обавештајне службе. Марта 1946, од Првог и Другог одсека, формирана је, при Министарству унутрашњих послова, Управа државне безбедности (Удба), док је од Трећег одсека, при Министарству народне одбране, формирана Контраобавештајна служба Југословенске армије (КОС).

## Видите још
- Операција хапшења Драже Михаиловића
- Злочини партизана у Другом светском рату